# Campionato del mondo di scacchi 1910 (Lasker-Schlechter)
Il primo campionato del mondo di scacchi 1910 vide affrontarsi Emanuel Lasker e Carl Schlechter. Lasker conservò il titolo mondiale pareggiando l'incontro.

## Contesto
|   | a | b | c | d | e | f | g | h |   |
| 8 | a8 torre del bianco · c7 re del nero · g7 pedone del nero · f6 pedone del nero · b5 torre del nero · c5 donna del nero · d5 pedone del nero · g5 pedone del nero · c4 pedone del nero · g4 pedone del bianco · h3 pedone del bianco · a2 donna del bianco · f2 pedone del bianco · g2 re del bianco | a8 torre del bianco · c7 re del nero · g7 pedone del nero · f6 pedone del nero · b5 torre del nero · c5 donna del nero · d5 pedone del nero · g5 pedone del nero · c4 pedone del nero · g4 pedone del bianco · h3 pedone del bianco · a2 donna del bianco · f2 pedone del bianco · g2 re del bianco | a8 torre del bianco · c7 re del nero · g7 pedone del nero · f6 pedone del nero · b5 torre del nero · c5 donna del nero · d5 pedone del nero · g5 pedone del nero · c4 pedone del nero · g4 pedone del bianco · h3 pedone del bianco · a2 donna del bianco · f2 pedone del bianco · g2 re del bianco | a8 torre del bianco · c7 re del nero · g7 pedone del nero · f6 pedone del nero · b5 torre del nero · c5 donna del nero · d5 pedone del nero · g5 pedone del nero · c4 pedone del nero · g4 pedone del bianco · h3 pedone del bianco · a2 donna del bianco · f2 pedone del bianco · g2 re del bianco | a8 torre del bianco · c7 re del nero · g7 pedone del nero · f6 pedone del nero · b5 torre del nero · c5 donna del nero · d5 pedone del nero · g5 pedone del nero · c4 pedone del nero · g4 pedone del bianco · h3 pedone del bianco · a2 donna del bianco · f2 pedone del bianco · g2 re del bianco | a8 torre del bianco · c7 re del nero · g7 pedone del nero · f6 pedone del nero · b5 torre del nero · c5 donna del nero · d5 pedone del nero · g5 pedone del nero · c4 pedone del nero · g4 pedone del bianco · h3 pedone del bianco · a2 donna del bianco · f2 pedone del bianco · g2 re del bianco | a8 torre del bianco · c7 re del nero · g7 pedone del nero · f6 pedone del nero · b5 torre del nero · c5 donna del nero · d5 pedone del nero · g5 pedone del nero · c4 pedone del nero · g4 pedone del bianco · h3 pedone del bianco · a2 donna del bianco · f2 pedone del bianco · g2 re del bianco | a8 torre del bianco · c7 re del nero · g7 pedone del nero · f6 pedone del nero · b5 torre del nero · c5 donna del nero · d5 pedone del nero · g5 pedone del nero · c4 pedone del nero · g4 pedone del bianco · h3 pedone del bianco · a2 donna del bianco · f2 pedone del bianco · g2 re del bianco | 8 |
| 7 | a8 torre del bianco · c7 re del nero · g7 pedone del nero · f6 pedone del nero · b5 torre del nero · c5 donna del nero · d5 pedone del nero · g5 pedone del nero · c4 pedone del nero · g4 pedone del bianco · h3 pedone del bianco · a2 donna del bianco · f2 pedone del bianco · g2 re del bianco | a8 torre del bianco · c7 re del nero · g7 pedone del nero · f6 pedone del nero · b5 torre del nero · c5 donna del nero · d5 pedone del nero · g5 pedone del nero · c4 pedone del nero · g4 pedone del bianco · h3 pedone del bianco · a2 donna del bianco · f2 pedone del bianco · g2 re del bianco | a8 torre del bianco · c7 re del nero · g7 pedone del nero · f6 pedone del nero · b5 torre del nero · c5 donna del nero · d5 pedone del nero · g5 pedone del nero · c4 pedone del nero · g4 pedone del bianco · h3 pedone del bianco · a2 donna del bianco · f2 pedone del bianco · g2 re del bianco | a8 torre del bianco · c7 re del nero · g7 pedone del nero · f6 pedone del nero · b5 torre del nero · c5 donna del nero · d5 pedone del nero · g5 pedone del nero · c4 pedone del nero · g4 pedone del bianco · h3 pedone del bianco · a2 donna del bianco · f2 pedone del bianco · g2 re del bianco | a8 torre del bianco · c7 re del nero · g7 pedone del nero · f6 pedone del nero · b5 torre del nero · c5 donna del nero · d5 pedone del nero · g5 pedone del nero · c4 pedone del nero · g4 pedone del bianco · h3 pedone del bianco · a2 donna del bianco · f2 pedone del bianco · g2 re del bianco | a8 torre del bianco · c7 re del nero · g7 pedone del nero · f6 pedone del nero · b5 torre del nero · c5 donna del nero · d5 pedone del nero · g5 pedone del nero · c4 pedone del nero · g4 pedone del bianco · h3 pedone del bianco · a2 donna del bianco · f2 pedone del bianco · g2 re del bianco | a8 torre del bianco · c7 re del nero · g7 pedone del nero · f6 pedone del nero · b5 torre del nero · c5 donna del nero · d5 pedone del nero · g5 pedone del nero · c4 pedone del nero · g4 pedone del bianco · h3 pedone del bianco · a2 donna del bianco · f2 pedone del bianco · g2 re del bianco | a8 torre del bianco · c7 re del nero · g7 pedone del nero · f6 pedone del nero · b5 torre del nero · c5 donna del nero · d5 pedone del nero · g5 pedone del nero · c4 pedone del nero · g4 pedone del bianco · h3 pedone del bianco · a2 donna del bianco · f2 pedone del bianco · g2 re del bianco | 7 |
| 6 | a8 torre del bianco · c7 re del nero · g7 pedone del nero · f6 pedone del nero · b5 torre del nero · c5 donna del nero · d5 pedone del nero · g5 pedone del nero · c4 pedone del nero · g4 pedone del bianco · h3 pedone del bianco · a2 donna del bianco · f2 pedone del bianco · g2 re del bianco | a8 torre del bianco · c7 re del nero · g7 pedone del nero · f6 pedone del nero · b5 torre del nero · c5 donna del nero · d5 pedone del nero · g5 pedone del nero · c4 pedone del nero · g4 pedone del bianco · h3 pedone del bianco · a2 donna del bianco · f2 pedone del bianco · g2 re del bianco | a8 torre del bianco · c7 re del nero · g7 pedone del nero · f6 pedone del nero · b5 torre del nero · c5 donna del nero · d5 pedone del nero · g5 pedone del nero · c4 pedone del nero · g4 pedone del bianco · h3 pedone del bianco · a2 donna del bianco · f2 pedone del bianco · g2 re del bianco | a8 torre del bianco · c7 re del nero · g7 pedone del nero · f6 pedone del nero · b5 torre del nero · c5 donna del nero · d5 pedone del nero · g5 pedone del nero · c4 pedone del nero · g4 pedone del bianco · h3 pedone del bianco · a2 donna del bianco · f2 pedone del bianco · g2 re del bianco | a8 torre del bianco · c7 re del nero · g7 pedone del nero · f6 pedone del nero · b5 torre del nero · c5 donna del nero · d5 pedone del nero · g5 pedone del nero · c4 pedone del nero · g4 pedone del bianco · h3 pedone del bianco · a2 donna del bianco · f2 pedone del bianco · g2 re del bianco | a8 torre del bianco · c7 re del nero · g7 pedone del nero · f6 pedone del nero · b5 torre del nero · c5 donna del nero · d5 pedone del nero · g5 pedone del nero · c4 pedone del nero · g4 pedone del bianco · h3 pedone del bianco · a2 donna del bianco · f2 pedone del bianco · g2 re del bianco | a8 torre del bianco · c7 re del nero · g7 pedone del nero · f6 pedone del nero · b5 torre del nero · c5 donna del nero · d5 pedone del nero · g5 pedone del nero · c4 pedone del nero · g4 pedone del bianco · h3 pedone del bianco · a2 donna del bianco · f2 pedone del bianco · g2 re del bianco | a8 torre del bianco · c7 re del nero · g7 pedone del nero · f6 pedone del nero · b5 torre del nero · c5 donna del nero · d5 pedone del nero · g5 pedone del nero · c4 pedone del nero · g4 pedone del bianco · h3 pedone del bianco · a2 donna del bianco · f2 pedone del bianco · g2 re del bianco | 6 |
| 5 | a8 torre del bianco · c7 re del nero · g7 pedone del nero · f6 pedone del nero · b5 torre del nero · c5 donna del nero · d5 pedone del nero · g5 pedone del nero · c4 pedone del nero · g4 pedone del bianco · h3 pedone del bianco · a2 donna del bianco · f2 pedone del bianco · g2 re del bianco | a8 torre del bianco · c7 re del nero · g7 pedone del nero · f6 pedone del nero · b5 torre del nero · c5 donna del nero · d5 pedone del nero · g5 pedone del nero · c4 pedone del nero · g4 pedone del bianco · h3 pedone del bianco · a2 donna del bianco · f2 pedone del bianco · g2 re del bianco | a8 torre del bianco · c7 re del nero · g7 pedone del nero · f6 pedone del nero · b5 torre del nero · c5 donna del nero · d5 pedone del nero · g5 pedone del nero · c4 pedone del nero · g4 pedone del bianco · h3 pedone del bianco · a2 donna del bianco · f2 pedone del bianco · g2 re del bianco | a8 torre del bianco · c7 re del nero · g7 pedone del nero · f6 pedone del nero · b5 torre del nero · c5 donna del nero · d5 pedone del nero · g5 pedone del nero · c4 pedone del nero · g4 pedone del bianco · h3 pedone del bianco · a2 donna del bianco · f2 pedone del bianco · g2 re del bianco | a8 torre del bianco · c7 re del nero · g7 pedone del nero · f6 pedone del nero · b5 torre del nero · c5 donna del nero · d5 pedone del nero · g5 pedone del nero · c4 pedone del nero · g4 pedone del bianco · h3 pedone del bianco · a2 donna del bianco · f2 pedone del bianco · g2 re del bianco | a8 torre del bianco · c7 re del nero · g7 pedone del nero · f6 pedone del nero · b5 torre del nero · c5 donna del nero · d5 pedone del nero · g5 pedone del nero · c4 pedone del nero · g4 pedone del bianco · h3 pedone del bianco · a2 donna del bianco · f2 pedone del bianco · g2 re del bianco | a8 torre del bianco · c7 re del nero · g7 pedone del nero · f6 pedone del nero · b5 torre del nero · c5 donna del nero · d5 pedone del nero · g5 pedone del nero · c4 pedone del nero · g4 pedone del bianco · h3 pedone del bianco · a2 donna del bianco · f2 pedone del bianco · g2 re del bianco | a8 torre del bianco · c7 re del nero · g7 pedone del nero · f6 pedone del nero · b5 torre del nero · c5 donna del nero · d5 pedone del nero · g5 pedone del nero · c4 pedone del nero · g4 pedone del bianco · h3 pedone del bianco · a2 donna del bianco · f2 pedone del bianco · g2 re del bianco | 5 |
| 4 | a8 torre del bianco · c7 re del nero · g7 pedone del nero · f6 pedone del nero · b5 torre del nero · c5 donna del nero · d5 pedone del nero · g5 pedone del nero · c4 pedone del nero · g4 pedone del bianco · h3 pedone del bianco · a2 donna del bianco · f2 pedone del bianco · g2 re del bianco | a8 torre del bianco · c7 re del nero · g7 pedone del nero · f6 pedone del nero · b5 torre del nero · c5 donna del nero · d5 pedone del nero · g5 pedone del nero · c4 pedone del nero · g4 pedone del bianco · h3 pedone del bianco · a2 donna del bianco · f2 pedone del bianco · g2 re del bianco | a8 torre del bianco · c7 re del nero · g7 pedone del nero · f6 pedone del nero · b5 torre del nero · c5 donna del nero · d5 pedone del nero · g5 pedone del nero · c4 pedone del nero · g4 pedone del bianco · h3 pedone del bianco · a2 donna del bianco · f2 pedone del bianco · g2 re del bianco | a8 torre del bianco · c7 re del nero · g7 pedone del nero · f6 pedone del nero · b5 torre del nero · c5 donna del nero · d5 pedone del nero · g5 pedone del nero · c4 pedone del nero · g4 pedone del bianco · h3 pedone del bianco · a2 donna del bianco · f2 pedone del bianco · g2 re del bianco | a8 torre del bianco · c7 re del nero · g7 pedone del nero · f6 pedone del nero · b5 torre del nero · c5 donna del nero · d5 pedone del nero · g5 pedone del nero · c4 pedone del nero · g4 pedone del bianco · h3 pedone del bianco · a2 donna del bianco · f2 pedone del bianco · g2 re del bianco | a8 torre del bianco · c7 re del nero · g7 pedone del nero · f6 pedone del nero · b5 torre del nero · c5 donna del nero · d5 pedone del nero · g5 pedone del nero · c4 pedone del nero · g4 pedone del bianco · h3 pedone del bianco · a2 donna del bianco · f2 pedone del bianco · g2 re del bianco | a8 torre del bianco · c7 re del nero · g7 pedone del nero · f6 pedone del nero · b5 torre del nero · c5 donna del nero · d5 pedone del nero · g5 pedone del nero · c4 pedone del nero · g4 pedone del bianco · h3 pedone del bianco · a2 donna del bianco · f2 pedone del bianco · g2 re del bianco | a8 torre del bianco · c7 re del nero · g7 pedone del nero · f6 pedone del nero · b5 torre del nero · c5 donna del nero · d5 pedone del nero · g5 pedone del nero · c4 pedone del nero · g4 pedone del bianco · h3 pedone del bianco · a2 donna del bianco · f2 pedone del bianco · g2 re del bianco | 4 |
| 3 | a8 torre del bianco · c7 re del nero · g7 pedone del nero · f6 pedone del nero · b5 torre del nero · c5 donna del nero · d5 pedone del nero · g5 pedone del nero · c4 pedone del nero · g4 pedone del bianco · h3 pedone del bianco · a2 donna del bianco · f2 pedone del bianco · g2 re del bianco | a8 torre del bianco · c7 re del nero · g7 pedone del nero · f6 pedone del nero · b5 torre del nero · c5 donna del nero · d5 pedone del nero · g5 pedone del nero · c4 pedone del nero · g4 pedone del bianco · h3 pedone del bianco · a2 donna del bianco · f2 pedone del bianco · g2 re del bianco | a8 torre del bianco · c7 re del nero · g7 pedone del nero · f6 pedone del nero · b5 torre del nero · c5 donna del nero · d5 pedone del nero · g5 pedone del nero · c4 pedone del nero · g4 pedone del bianco · h3 pedone del bianco · a2 donna del bianco · f2 pedone del bianco · g2 re del bianco | a8 torre del bianco · c7 re del nero · g7 pedone del nero · f6 pedone del nero · b5 torre del nero · c5 donna del nero · d5 pedone del nero · g5 pedone del nero · c4 pedone del nero · g4 pedone del bianco · h3 pedone del bianco · a2 donna del bianco · f2 pedone del bianco · g2 re del bianco | a8 torre del bianco · c7 re del nero · g7 pedone del nero · f6 pedone del nero · b5 torre del nero · c5 donna del nero · d5 pedone del nero · g5 pedone del nero · c4 pedone del nero · g4 pedone del bianco · h3 pedone del bianco · a2 donna del bianco · f2 pedone del bianco · g2 re del bianco | a8 torre del bianco · c7 re del nero · g7 pedone del nero · f6 pedone del nero · b5 torre del nero · c5 donna del nero · d5 pedone del nero · g5 pedone del nero · c4 pedone del nero · g4 pedone del bianco · h3 pedone del bianco · a2 donna del bianco · f2 pedone del bianco · g2 re del bianco | a8 torre del bianco · c7 re del nero · g7 pedone del nero · f6 pedone del nero · b5 torre del nero · c5 donna del nero · d5 pedone del nero · g5 pedone del nero · c4 pedone del nero · g4 pedone del bianco · h3 pedone del bianco · a2 donna del bianco · f2 pedone del bianco · g2 re del bianco | a8 torre del bianco · c7 re del nero · g7 pedone del nero · f6 pedone del nero · b5 torre del nero · c5 donna del nero · d5 pedone del nero · g5 pedone del nero · c4 pedone del nero · g4 pedone del bianco · h3 pedone del bianco · a2 donna del bianco · f2 pedone del bianco · g2 re del bianco | 3 |
| 2 | a8 torre del bianco · c7 re del nero · g7 pedone del nero · f6 pedone del nero · b5 torre del nero · c5 donna del nero · d5 pedone del nero · g5 pedone del nero · c4 pedone del nero · g4 pedone del bianco · h3 pedone del bianco · a2 donna del bianco · f2 pedone del bianco · g2 re del bianco | a8 torre del bianco · c7 re del nero · g7 pedone del nero · f6 pedone del nero · b5 torre del nero · c5 donna del nero · d5 pedone del nero · g5 pedone del nero · c4 pedone del nero · g4 pedone del bianco · h3 pedone del bianco · a2 donna del bianco · f2 pedone del bianco · g2 re del bianco | a8 torre del bianco · c7 re del nero · g7 pedone del nero · f6 pedone del nero · b5 torre del nero · c5 donna del nero · d5 pedone del nero · g5 pedone del nero · c4 pedone del nero · g4 pedone del bianco · h3 pedone del bianco · a2 donna del bianco · f2 pedone del bianco · g2 re del bianco | a8 torre del bianco · c7 re del nero · g7 pedone del nero · f6 pedone del nero · b5 torre del nero · c5 donna del nero · d5 pedone del nero · g5 pedone del nero · c4 pedone del nero · g4 pedone del bianco · h3 pedone del bianco · a2 donna del bianco · f2 pedone del bianco · g2 re del bianco | a8 torre del bianco · c7 re del nero · g7 pedone del nero · f6 pedone del nero · b5 torre del nero · c5 donna del nero · d5 pedone del nero · g5 pedone del nero · c4 pedone del nero · g4 pedone del bianco · h3 pedone del bianco · a2 donna del bianco · f2 pedone del bianco · g2 re del bianco | a8 torre del bianco · c7 re del nero · g7 pedone del nero · f6 pedone del nero · b5 torre del nero · c5 donna del nero · d5 pedone del nero · g5 pedone del nero · c4 pedone del nero · g4 pedone del bianco · h3 pedone del bianco · a2 donna del bianco · f2 pedone del bianco · g2 re del bianco | a8 torre del bianco · c7 re del nero · g7 pedone del nero · f6 pedone del nero · b5 torre del nero · c5 donna del nero · d5 pedone del nero · g5 pedone del nero · c4 pedone del nero · g4 pedone del bianco · h3 pedone del bianco · a2 donna del bianco · f2 pedone del bianco · g2 re del bianco | a8 torre del bianco · c7 re del nero · g7 pedone del nero · f6 pedone del nero · b5 torre del nero · c5 donna del nero · d5 pedone del nero · g5 pedone del nero · c4 pedone del nero · g4 pedone del bianco · h3 pedone del bianco · a2 donna del bianco · f2 pedone del bianco · g2 re del bianco | 2 |
| 1 | a8 torre del bianco · c7 re del nero · g7 pedone del nero · f6 pedone del nero · b5 torre del nero · c5 donna del nero · d5 pedone del nero · g5 pedone del nero · c4 pedone del nero · g4 pedone del bianco · h3 pedone del bianco · a2 donna del bianco · f2 pedone del bianco · g2 re del bianco | a8 torre del bianco · c7 re del nero · g7 pedone del nero · f6 pedone del nero · b5 torre del nero · c5 donna del nero · d5 pedone del nero · g5 pedone del nero · c4 pedone del nero · g4 pedone del bianco · h3 pedone del bianco · a2 donna del bianco · f2 pedone del bianco · g2 re del bianco | a8 torre del bianco · c7 re del nero · g7 pedone del nero · f6 pedone del nero · b5 torre del nero · c5 donna del nero · d5 pedone del nero · g5 pedone del nero · c4 pedone del nero · g4 pedone del bianco · h3 pedone del bianco · a2 donna del bianco · f2 pedone del bianco · g2 re del bianco | a8 torre del bianco · c7 re del nero · g7 pedone del nero · f6 pedone del nero · b5 torre del nero · c5 donna del nero · d5 pedone del nero · g5 pedone del nero · c4 pedone del nero · g4 pedone del bianco · h3 pedone del bianco · a2 donna del bianco · f2 pedone del bianco · g2 re del bianco | a8 torre del bianco · c7 re del nero · g7 pedone del nero · f6 pedone del nero · b5 torre del nero · c5 donna del nero · d5 pedone del nero · g5 pedone del nero · c4 pedone del nero · g4 pedone del bianco · h3 pedone del bianco · a2 donna del bianco · f2 pedone del bianco · g2 re del bianco | a8 torre del bianco · c7 re del nero · g7 pedone del nero · f6 pedone del nero · b5 torre del nero · c5 donna del nero · d5 pedone del nero · g5 pedone del nero · c4 pedone del nero · g4 pedone del bianco · h3 pedone del bianco · a2 donna del bianco · f2 pedone del bianco · g2 re del bianco | a8 torre del bianco · c7 re del nero · g7 pedone del nero · f6 pedone del nero · b5 torre del nero · c5 donna del nero · d5 pedone del nero · g5 pedone del nero · c4 pedone del nero · g4 pedone del bianco · h3 pedone del bianco · a2 donna del bianco · f2 pedone del bianco · g2 re del bianco | a8 torre del bianco · c7 re del nero · g7 pedone del nero · f6 pedone del nero · b5 torre del nero · c5 donna del nero · d5 pedone del nero · g5 pedone del nero · c4 pedone del nero · g4 pedone del bianco · h3 pedone del bianco · a2 donna del bianco · f2 pedone del bianco · g2 re del bianco | 1 |
|   | a | b | c | d | e | f | g | h |   |

|   | a | b | c | d | e | f | g | h |   |
| 8 | c8 torre del bianco · f8 alfiere del nero · h8 re del nero · a7 pedone del nero · e7 pedone del nero · b5 cavallo del nero · h5 donna del nero · a4 cavallo del bianco · d4 pedone del bianco · f4 torre del nero · a3 pedone del bianco · d3 donna del bianco · f3 torre del bianco · f2 re del bianco | c8 torre del bianco · f8 alfiere del nero · h8 re del nero · a7 pedone del nero · e7 pedone del nero · b5 cavallo del nero · h5 donna del nero · a4 cavallo del bianco · d4 pedone del bianco · f4 torre del nero · a3 pedone del bianco · d3 donna del bianco · f3 torre del bianco · f2 re del bianco | c8 torre del bianco · f8 alfiere del nero · h8 re del nero · a7 pedone del nero · e7 pedone del nero · b5 cavallo del nero · h5 donna del nero · a4 cavallo del bianco · d4 pedone del bianco · f4 torre del nero · a3 pedone del bianco · d3 donna del bianco · f3 torre del bianco · f2 re del bianco | c8 torre del bianco · f8 alfiere del nero · h8 re del nero · a7 pedone del nero · e7 pedone del nero · b5 cavallo del nero · h5 donna del nero · a4 cavallo del bianco · d4 pedone del bianco · f4 torre del nero · a3 pedone del bianco · d3 donna del bianco · f3 torre del bianco · f2 re del bianco | c8 torre del bianco · f8 alfiere del nero · h8 re del nero · a7 pedone del nero · e7 pedone del nero · b5 cavallo del nero · h5 donna del nero · a4 cavallo del bianco · d4 pedone del bianco · f4 torre del nero · a3 pedone del bianco · d3 donna del bianco · f3 torre del bianco · f2 re del bianco | c8 torre del bianco · f8 alfiere del nero · h8 re del nero · a7 pedone del nero · e7 pedone del nero · b5 cavallo del nero · h5 donna del nero · a4 cavallo del bianco · d4 pedone del bianco · f4 torre del nero · a3 pedone del bianco · d3 donna del bianco · f3 torre del bianco · f2 re del bianco | c8 torre del bianco · f8 alfiere del nero · h8 re del nero · a7 pedone del nero · e7 pedone del nero · b5 cavallo del nero · h5 donna del nero · a4 cavallo del bianco · d4 pedone del bianco · f4 torre del nero · a3 pedone del bianco · d3 donna del bianco · f3 torre del bianco · f2 re del bianco | c8 torre del bianco · f8 alfiere del nero · h8 re del nero · a7 pedone del nero · e7 pedone del nero · b5 cavallo del nero · h5 donna del nero · a4 cavallo del bianco · d4 pedone del bianco · f4 torre del nero · a3 pedone del bianco · d3 donna del bianco · f3 torre del bianco · f2 re del bianco | 8 |
| 7 | c8 torre del bianco · f8 alfiere del nero · h8 re del nero · a7 pedone del nero · e7 pedone del nero · b5 cavallo del nero · h5 donna del nero · a4 cavallo del bianco · d4 pedone del bianco · f4 torre del nero · a3 pedone del bianco · d3 donna del bianco · f3 torre del bianco · f2 re del bianco | c8 torre del bianco · f8 alfiere del nero · h8 re del nero · a7 pedone del nero · e7 pedone del nero · b5 cavallo del nero · h5 donna del nero · a4 cavallo del bianco · d4 pedone del bianco · f4 torre del nero · a3 pedone del bianco · d3 donna del bianco · f3 torre del bianco · f2 re del bianco | c8 torre del bianco · f8 alfiere del nero · h8 re del nero · a7 pedone del nero · e7 pedone del nero · b5 cavallo del nero · h5 donna del nero · a4 cavallo del bianco · d4 pedone del bianco · f4 torre del nero · a3 pedone del bianco · d3 donna del bianco · f3 torre del bianco · f2 re del bianco | c8 torre del bianco · f8 alfiere del nero · h8 re del nero · a7 pedone del nero · e7 pedone del nero · b5 cavallo del nero · h5 donna del nero · a4 cavallo del bianco · d4 pedone del bianco · f4 torre del nero · a3 pedone del bianco · d3 donna del bianco · f3 torre del bianco · f2 re del bianco | c8 torre del bianco · f8 alfiere del nero · h8 re del nero · a7 pedone del nero · e7 pedone del nero · b5 cavallo del nero · h5 donna del nero · a4 cavallo del bianco · d4 pedone del bianco · f4 torre del nero · a3 pedone del bianco · d3 donna del bianco · f3 torre del bianco · f2 re del bianco | c8 torre del bianco · f8 alfiere del nero · h8 re del nero · a7 pedone del nero · e7 pedone del nero · b5 cavallo del nero · h5 donna del nero · a4 cavallo del bianco · d4 pedone del bianco · f4 torre del nero · a3 pedone del bianco · d3 donna del bianco · f3 torre del bianco · f2 re del bianco | c8 torre del bianco · f8 alfiere del nero · h8 re del nero · a7 pedone del nero · e7 pedone del nero · b5 cavallo del nero · h5 donna del nero · a4 cavallo del bianco · d4 pedone del bianco · f4 torre del nero · a3 pedone del bianco · d3 donna del bianco · f3 torre del bianco · f2 re del bianco | c8 torre del bianco · f8 alfiere del nero · h8 re del nero · a7 pedone del nero · e7 pedone del nero · b5 cavallo del nero · h5 donna del nero · a4 cavallo del bianco · d4 pedone del bianco · f4 torre del nero · a3 pedone del bianco · d3 donna del bianco · f3 torre del bianco · f2 re del bianco | 7 |
| 6 | c8 torre del bianco · f8 alfiere del nero · h8 re del nero · a7 pedone del nero · e7 pedone del nero · b5 cavallo del nero · h5 donna del nero · a4 cavallo del bianco · d4 pedone del bianco · f4 torre del nero · a3 pedone del bianco · d3 donna del bianco · f3 torre del bianco · f2 re del bianco | c8 torre del bianco · f8 alfiere del nero · h8 re del nero · a7 pedone del nero · e7 pedone del nero · b5 cavallo del nero · h5 donna del nero · a4 cavallo del bianco · d4 pedone del bianco · f4 torre del nero · a3 pedone del bianco · d3 donna del bianco · f3 torre del bianco · f2 re del bianco | c8 torre del bianco · f8 alfiere del nero · h8 re del nero · a7 pedone del nero · e7 pedone del nero · b5 cavallo del nero · h5 donna del nero · a4 cavallo del bianco · d4 pedone del bianco · f4 torre del nero · a3 pedone del bianco · d3 donna del bianco · f3 torre del bianco · f2 re del bianco | c8 torre del bianco · f8 alfiere del nero · h8 re del nero · a7 pedone del nero · e7 pedone del nero · b5 cavallo del nero · h5 donna del nero · a4 cavallo del bianco · d4 pedone del bianco · f4 torre del nero · a3 pedone del bianco · d3 donna del bianco · f3 torre del bianco · f2 re del bianco | c8 torre del bianco · f8 alfiere del nero · h8 re del nero · a7 pedone del nero · e7 pedone del nero · b5 cavallo del nero · h5 donna del nero · a4 cavallo del bianco · d4 pedone del bianco · f4 torre del nero · a3 pedone del bianco · d3 donna del bianco · f3 torre del bianco · f2 re del bianco | c8 torre del bianco · f8 alfiere del nero · h8 re del nero · a7 pedone del nero · e7 pedone del nero · b5 cavallo del nero · h5 donna del nero · a4 cavallo del bianco · d4 pedone del bianco · f4 torre del nero · a3 pedone del bianco · d3 donna del bianco · f3 torre del bianco · f2 re del bianco | c8 torre del bianco · f8 alfiere del nero · h8 re del nero · a7 pedone del nero · e7 pedone del nero · b5 cavallo del nero · h5 donna del nero · a4 cavallo del bianco · d4 pedone del bianco · f4 torre del nero · a3 pedone del bianco · d3 donna del bianco · f3 torre del bianco · f2 re del bianco | c8 torre del bianco · f8 alfiere del nero · h8 re del nero · a7 pedone del nero · e7 pedone del nero · b5 cavallo del nero · h5 donna del nero · a4 cavallo del bianco · d4 pedone del bianco · f4 torre del nero · a3 pedone del bianco · d3 donna del bianco · f3 torre del bianco · f2 re del bianco | 6 |
| 5 | c8 torre del bianco · f8 alfiere del nero · h8 re del nero · a7 pedone del nero · e7 pedone del nero · b5 cavallo del nero · h5 donna del nero · a4 cavallo del bianco · d4 pedone del bianco · f4 torre del nero · a3 pedone del bianco · d3 donna del bianco · f3 torre del bianco · f2 re del bianco | c8 torre del bianco · f8 alfiere del nero · h8 re del nero · a7 pedone del nero · e7 pedone del nero · b5 cavallo del nero · h5 donna del nero · a4 cavallo del bianco · d4 pedone del bianco · f4 torre del nero · a3 pedone del bianco · d3 donna del bianco · f3 torre del bianco · f2 re del bianco | c8 torre del bianco · f8 alfiere del nero · h8 re del nero · a7 pedone del nero · e7 pedone del nero · b5 cavallo del nero · h5 donna del nero · a4 cavallo del bianco · d4 pedone del bianco · f4 torre del nero · a3 pedone del bianco · d3 donna del bianco · f3 torre del bianco · f2 re del bianco | c8 torre del bianco · f8 alfiere del nero · h8 re del nero · a7 pedone del nero · e7 pedone del nero · b5 cavallo del nero · h5 donna del nero · a4 cavallo del bianco · d4 pedone del bianco · f4 torre del nero · a3 pedone del bianco · d3 donna del bianco · f3 torre del bianco · f2 re del bianco | c8 torre del bianco · f8 alfiere del nero · h8 re del nero · a7 pedone del nero · e7 pedone del nero · b5 cavallo del nero · h5 donna del nero · a4 cavallo del bianco · d4 pedone del bianco · f4 torre del nero · a3 pedone del bianco · d3 donna del bianco · f3 torre del bianco · f2 re del bianco | c8 torre del bianco · f8 alfiere del nero · h8 re del nero · a7 pedone del nero · e7 pedone del nero · b5 cavallo del nero · h5 donna del nero · a4 cavallo del bianco · d4 pedone del bianco · f4 torre del nero · a3 pedone del bianco · d3 donna del bianco · f3 torre del bianco · f2 re del bianco | c8 torre del bianco · f8 alfiere del nero · h8 re del nero · a7 pedone del nero · e7 pedone del nero · b5 cavallo del nero · h5 donna del nero · a4 cavallo del bianco · d4 pedone del bianco · f4 torre del nero · a3 pedone del bianco · d3 donna del bianco · f3 torre del bianco · f2 re del bianco | c8 torre del bianco · f8 alfiere del nero · h8 re del nero · a7 pedone del nero · e7 pedone del nero · b5 cavallo del nero · h5 donna del nero · a4 cavallo del bianco · d4 pedone del bianco · f4 torre del nero · a3 pedone del bianco · d3 donna del bianco · f3 torre del bianco · f2 re del bianco | 5 |
| 4 | c8 torre del bianco · f8 alfiere del nero · h8 re del nero · a7 pedone del nero · e7 pedone del nero · b5 cavallo del nero · h5 donna del nero · a4 cavallo del bianco · d4 pedone del bianco · f4 torre del nero · a3 pedone del bianco · d3 donna del bianco · f3 torre del bianco · f2 re del bianco | c8 torre del bianco · f8 alfiere del nero · h8 re del nero · a7 pedone del nero · e7 pedone del nero · b5 cavallo del nero · h5 donna del nero · a4 cavallo del bianco · d4 pedone del bianco · f4 torre del nero · a3 pedone del bianco · d3 donna del bianco · f3 torre del bianco · f2 re del bianco | c8 torre del bianco · f8 alfiere del nero · h8 re del nero · a7 pedone del nero · e7 pedone del nero · b5 cavallo del nero · h5 donna del nero · a4 cavallo del bianco · d4 pedone del bianco · f4 torre del nero · a3 pedone del bianco · d3 donna del bianco · f3 torre del bianco · f2 re del bianco | c8 torre del bianco · f8 alfiere del nero · h8 re del nero · a7 pedone del nero · e7 pedone del nero · b5 cavallo del nero · h5 donna del nero · a4 cavallo del bianco · d4 pedone del bianco · f4 torre del nero · a3 pedone del bianco · d3 donna del bianco · f3 torre del bianco · f2 re del bianco | c8 torre del bianco · f8 alfiere del nero · h8 re del nero · a7 pedone del nero · e7 pedone del nero · b5 cavallo del nero · h5 donna del nero · a4 cavallo del bianco · d4 pedone del bianco · f4 torre del nero · a3 pedone del bianco · d3 donna del bianco · f3 torre del bianco · f2 re del bianco | c8 torre del bianco · f8 alfiere del nero · h8 re del nero · a7 pedone del nero · e7 pedone del nero · b5 cavallo del nero · h5 donna del nero · a4 cavallo del bianco · d4 pedone del bianco · f4 torre del nero · a3 pedone del bianco · d3 donna del bianco · f3 torre del bianco · f2 re del bianco | c8 torre del bianco · f8 alfiere del nero · h8 re del nero · a7 pedone del nero · e7 pedone del nero · b5 cavallo del nero · h5 donna del nero · a4 cavallo del bianco · d4 pedone del bianco · f4 torre del nero · a3 pedone del bianco · d3 donna del bianco · f3 torre del bianco · f2 re del bianco | c8 torre del bianco · f8 alfiere del nero · h8 re del nero · a7 pedone del nero · e7 pedone del nero · b5 cavallo del nero · h5 donna del nero · a4 cavallo del bianco · d4 pedone del bianco · f4 torre del nero · a3 pedone del bianco · d3 donna del bianco · f3 torre del bianco · f2 re del bianco | 4 |
| 3 | c8 torre del bianco · f8 alfiere del nero · h8 re del nero · a7 pedone del nero · e7 pedone del nero · b5 cavallo del nero · h5 donna del nero · a4 cavallo del bianco · d4 pedone del bianco · f4 torre del nero · a3 pedone del bianco · d3 donna del bianco · f3 torre del bianco · f2 re del bianco | c8 torre del bianco · f8 alfiere del nero · h8 re del nero · a7 pedone del nero · e7 pedone del nero · b5 cavallo del nero · h5 donna del nero · a4 cavallo del bianco · d4 pedone del bianco · f4 torre del nero · a3 pedone del bianco · d3 donna del bianco · f3 torre del bianco · f2 re del bianco | c8 torre del bianco · f8 alfiere del nero · h8 re del nero · a7 pedone del nero · e7 pedone del nero · b5 cavallo del nero · h5 donna del nero · a4 cavallo del bianco · d4 pedone del bianco · f4 torre del nero · a3 pedone del bianco · d3 donna del bianco · f3 torre del bianco · f2 re del bianco | c8 torre del bianco · f8 alfiere del nero · h8 re del nero · a7 pedone del nero · e7 pedone del nero · b5 cavallo del nero · h5 donna del nero · a4 cavallo del bianco · d4 pedone del bianco · f4 torre del nero · a3 pedone del bianco · d3 donna del bianco · f3 torre del bianco · f2 re del bianco | c8 torre del bianco · f8 alfiere del nero · h8 re del nero · a7 pedone del nero · e7 pedone del nero · b5 cavallo del nero · h5 donna del nero · a4 cavallo del bianco · d4 pedone del bianco · f4 torre del nero · a3 pedone del bianco · d3 donna del bianco · f3 torre del bianco · f2 re del bianco | c8 torre del bianco · f8 alfiere del nero · h8 re del nero · a7 pedone del nero · e7 pedone del nero · b5 cavallo del nero · h5 donna del nero · a4 cavallo del bianco · d4 pedone del bianco · f4 torre del nero · a3 pedone del bianco · d3 donna del bianco · f3 torre del bianco · f2 re del bianco | c8 torre del bianco · f8 alfiere del nero · h8 re del nero · a7 pedone del nero · e7 pedone del nero · b5 cavallo del nero · h5 donna del nero · a4 cavallo del bianco · d4 pedone del bianco · f4 torre del nero · a3 pedone del bianco · d3 donna del bianco · f3 torre del bianco · f2 re del bianco | c8 torre del bianco · f8 alfiere del nero · h8 re del nero · a7 pedone del nero · e7 pedone del nero · b5 cavallo del nero · h5 donna del nero · a4 cavallo del bianco · d4 pedone del bianco · f4 torre del nero · a3 pedone del bianco · d3 donna del bianco · f3 torre del bianco · f2 re del bianco | 3 |
| 2 | c8 torre del bianco · f8 alfiere del nero · h8 re del nero · a7 pedone del nero · e7 pedone del nero · b5 cavallo del nero · h5 donna del nero · a4 cavallo del bianco · d4 pedone del bianco · f4 torre del nero · a3 pedone del bianco · d3 donna del bianco · f3 torre del bianco · f2 re del bianco | c8 torre del bianco · f8 alfiere del nero · h8 re del nero · a7 pedone del nero · e7 pedone del nero · b5 cavallo del nero · h5 donna del nero · a4 cavallo del bianco · d4 pedone del bianco · f4 torre del nero · a3 pedone del bianco · d3 donna del bianco · f3 torre del bianco · f2 re del bianco | c8 torre del bianco · f8 alfiere del nero · h8 re del nero · a7 pedone del nero · e7 pedone del nero · b5 cavallo del nero · h5 donna del nero · a4 cavallo del bianco · d4 pedone del bianco · f4 torre del nero · a3 pedone del bianco · d3 donna del bianco · f3 torre del bianco · f2 re del bianco | c8 torre del bianco · f8 alfiere del nero · h8 re del nero · a7 pedone del nero · e7 pedone del nero · b5 cavallo del nero · h5 donna del nero · a4 cavallo del bianco · d4 pedone del bianco · f4 torre del nero · a3 pedone del bianco · d3 donna del bianco · f3 torre del bianco · f2 re del bianco | c8 torre del bianco · f8 alfiere del nero · h8 re del nero · a7 pedone del nero · e7 pedone del nero · b5 cavallo del nero · h5 donna del nero · a4 cavallo del bianco · d4 pedone del bianco · f4 torre del nero · a3 pedone del bianco · d3 donna del bianco · f3 torre del bianco · f2 re del bianco | c8 torre del bianco · f8 alfiere del nero · h8 re del nero · a7 pedone del nero · e7 pedone del nero · b5 cavallo del nero · h5 donna del nero · a4 cavallo del bianco · d4 pedone del bianco · f4 torre del nero · a3 pedone del bianco · d3 donna del bianco · f3 torre del bianco · f2 re del bianco | c8 torre del bianco · f8 alfiere del nero · h8 re del nero · a7 pedone del nero · e7 pedone del nero · b5 cavallo del nero · h5 donna del nero · a4 cavallo del bianco · d4 pedone del bianco · f4 torre del nero · a3 pedone del bianco · d3 donna del bianco · f3 torre del bianco · f2 re del bianco | c8 torre del bianco · f8 alfiere del nero · h8 re del nero · a7 pedone del nero · e7 pedone del nero · b5 cavallo del nero · h5 donna del nero · a4 cavallo del bianco · d4 pedone del bianco · f4 torre del nero · a3 pedone del bianco · d3 donna del bianco · f3 torre del bianco · f2 re del bianco | 2 |
| 1 | c8 torre del bianco · f8 alfiere del nero · h8 re del nero · a7 pedone del nero · e7 pedone del nero · b5 cavallo del nero · h5 donna del nero · a4 cavallo del bianco · d4 pedone del bianco · f4 torre del nero · a3 pedone del bianco · d3 donna del bianco · f3 torre del bianco · f2 re del bianco | c8 torre del bianco · f8 alfiere del nero · h8 re del nero · a7 pedone del nero · e7 pedone del nero · b5 cavallo del nero · h5 donna del nero · a4 cavallo del bianco · d4 pedone del bianco · f4 torre del nero · a3 pedone del bianco · d3 donna del bianco · f3 torre del bianco · f2 re del bianco | c8 torre del bianco · f8 alfiere del nero · h8 re del nero · a7 pedone del nero · e7 pedone del nero · b5 cavallo del nero · h5 donna del nero · a4 cavallo del bianco · d4 pedone del bianco · f4 torre del nero · a3 pedone del bianco · d3 donna del bianco · f3 torre del bianco · f2 re del bianco | c8 torre del bianco · f8 alfiere del nero · h8 re del nero · a7 pedone del nero · e7 pedone del nero · b5 cavallo del nero · h5 donna del nero · a4 cavallo del bianco · d4 pedone del bianco · f4 torre del nero · a3 pedone del bianco · d3 donna del bianco · f3 torre del bianco · f2 re del bianco | c8 torre del bianco · f8 alfiere del nero · h8 re del nero · a7 pedone del nero · e7 pedone del nero · b5 cavallo del nero · h5 donna del nero · a4 cavallo del bianco · d4 pedone del bianco · f4 torre del nero · a3 pedone del bianco · d3 donna del bianco · f3 torre del bianco · f2 re del bianco | c8 torre del bianco · f8 alfiere del nero · h8 re del nero · a7 pedone del nero · e7 pedone del nero · b5 cavallo del nero · h5 donna del nero · a4 cavallo del bianco · d4 pedone del bianco · f4 torre del nero · a3 pedone del bianco · d3 donna del bianco · f3 torre del bianco · f2 re del bianco | c8 torre del bianco · f8 alfiere del nero · h8 re del nero · a7 pedone del nero · e7 pedone del nero · b5 cavallo del nero · h5 donna del nero · a4 cavallo del bianco · d4 pedone del bianco · f4 torre del nero · a3 pedone del bianco · d3 donna del bianco · f3 torre del bianco · f2 re del bianco | c8 torre del bianco · f8 alfiere del nero · h8 re del nero · a7 pedone del nero · e7 pedone del nero · b5 cavallo del nero · h5 donna del nero · a4 cavallo del bianco · d4 pedone del bianco · f4 torre del nero · a3 pedone del bianco · d3 donna del bianco · f3 torre del bianco · f2 re del bianco | 1 |
|   | a | b | c | d | e | f | g | h |   |

Lasker fu assai parsimonioso nel mettere in gioco il suo titolo, accettando solo sei sfide in oltre un quarto di secolo di regno. Soprattutto, per acconsentire al duello, pretendeva che lo sfidante mettesse a disposizione una congrua somma da spartirsi alla fine dell'incontro.
Schlechter non fu in grado di garantire al campione una borsa consistente e così, dopo lunghe trattative, questi acconsentì a disputare comunque l'incontro a condizioni che già all'epoca fecero gridare allo scandalo: per conquistare il titolo lo sfidante avrebbe dovuto sopravanzare il campione uscente di almeno due punti in una sfida di appena dieci partite. Questo vero e proprio capestro trovava la sua giustificazione nel fatto che, in base ad un primo accordo, le partite avrebbero dovuto essere trenta, cosa che avrebbe reso più sopportabile l'imposizione. Venendo meno le condizioni economiche richieste da Lasker, le partite furono ridotte di numero ma la condizione rimase.

## Campionato
La sfida ebbe inizio il 7 gennaio 1910 a Vienna, e si concluse il 10 febbraio a Berlino: in ciascuna delle due città vennero disputate cinque partite.
Le prime quattro partite furono tutte patte, nonostante Schlechter avesse spesso l'iniziativa, anche in forza di una serie di innovazioni in apertura introdotte per l'occasione. Nella quinta partita Schlechter, col bianco, riuscì ad avere ragione del campione in un finale di pedoni e pezzi pesanti risultato da una combattuta variante berlinese della spagnola (C66) (Diagramma 1).
Dopo altre quattro patte, Schlechter si trovò a disputare la decima partita con i neri. L'austriaco si avventurò in un'audace gestione della difesa slava (D11), ma la difesa di Lasker tenne. Schlechter rifiutò (o non vide) il modo di ottenere una posizione patta. Nella posizione del Diagramma 2 giocò 39. ... Dh2+? anziché Dh4+!, così che, lentamente ma inesorabilmente, il campione riuscì a far valere il suo vantaggio di materiale, vincendo la partita e pareggiando l'incontro. Lasker manteneva così il titolo.
Una comune spiegazione per questo insolito comportamento di Schlechter è che egli doveva vincere di due punti per aggiudicarsi il titolo. Nei loro libri, Israel Horowitz, Nicolas Giffard e Fred Wilson scrivono che questo margine era richiesto. Tuttavia non ci sono prove di questo, a parte il comportamento di Schlechter nell'ultima partita e il fatto che Lasker abbia provato a inserire, senza riuscirci, una clausola simile nel suo successivo match con Capablanca. Lo stesso Lasker, in un report scritto per il New York Evening Post due giorni prima dell'ultima partita contro Schlechter, ammette che probabilmente perderà il titolo, lasciando presumere che non esistesse la regola dei due punti.

## Risultati
La sfida si svolse al meglio delle dieci partite, il campione manteneva il titolo in caso di parità.
|                                     | 1 | 2 | 3 | 4 | 5 | 6 | 7 | 8 | 9 | 10 | Punti | Vittorie |
| ----------------------------------- | - | - | - | - | - | - | - | - | - | -- | ----- | -------- |
| Emanuel Lasker ( Germania)          | ½ | ½ | ½ | ½ | 0 | ½ | ½ | ½ | ½ | 1  | 5     | 1        |
| Carl Schlechter ( Austria-Ungheria) | ½ | ½ | ½ | ½ | 1 | ½ | ½ | ½ | ½ | 0  | 5     | 1        |